# Вероника Марс (сезон 2)
«Вероника Марс» (англ. Veronica Mars) — американский телесериал, молодёжная детективная драма, рассказывающая о девочке-подростке Веронике, которая помогает своему отцу, частному детективу, в его расследованиях. Автор идеи — Роб Томас. Главную роль исполнила актриса Кристин Белл. Шоу продержалось в эфире три сезона с 2004 по 2007 год.

## Сюжет
Казалось бы, что жизнь начинает налаживаться. Убийца Лили Аарон Экхолз наказан, и Вероника может вздохнуть спокойно. Однако новое несчастье поражает курортный городок ударом молнии — школьный автобус сваливается в пропасть. Одни склонны считать, что это был несчастный случай; другие — что самоубийство водителя автобуса. Но только Вероника знает правду — кто-то пытался убить её, ведь девушка должна была быть в том автобусе…
На романтической ниве тоже не так всё просто — запутанные отношения с Логаном (Джейсон Доринг) не облегчают задачу раскрытия тайны аварии, а Дункан бросается в бега с новорождённой дочерью от одноклассницы. У друзей Вероники тоже не всё спокойно — Мак (Тина Мажорино) не понимает, почему Бивер (Кайл Галлнер), основавший вместе со своей мачехой (Каризма Карпентер) компанию после побега отца, не хочет близости с ней, а Уоллес мечется в поисках лучшей доли…
А между тем, время выборов приближается, и семья губернатора Вуди Гудмана (Стив Гуттенберг) находится в опасности. Кит Марс пытается узнать всю правду. И вскоре понимает, что у Гудмана в шкафу спрятан не один скелет…

## В ролях

### Основной состав
- Кристен Белл — Вероника Марс
- Перси Дэггз III — Уоллес Финнэл
- Тэдди Данн — Дункан Кейн
- Джейсон Доринг — Логан Экхолз
- Энрико Колантони — Кит Марс
- Френсис Капра — Элай «Слоник» Наварро
- Кайл Галлнер — Бивер Касабланкас
- Тесса Томпсон — Джеки Кук
- Райан Хэнсен — Дик Касабланкас
- Тина Мажорино — Мак

### Второстепенный состав
- Стив Гуттенберг — Вуди Гудман
- Элисон Ханниган — Трина Экхолз
- Майкл Мани — Шериф Лэмб
- Эрика Джимпел — Алисия Финнэл
- Каризма Карпентер — Кэндалл Касабланкас
- Кристен Риттер — Джиа Гудман
- Гарри Хэмлин — Аарон Экхолз
- Кен Марино — Винни Ван Ло
- Алона Таль — Мэг Мэннинг
- Даран Норрис — Клифф МакКормак

## Эпизоды
| № общий | № в сезоне | Название                                                                          | Режиссёр           | Автор сценария                                         | Дата премьеры    | Зрители в США (млн) |
| --- | ---------- | --------------------------------------------------------------------------------- | ------------------ | ------------------------------------------------------ | ---------------- | ------------------- |
| 23 | 1          | «Пароль — «Нормальный»» «Normal Is the Watchword»                                 | Джон Крэтчмэн      | Роб Томас                                              | 28 сентября 2005 | 3.30                |
| Вероника проводит лето, пытаясь вновь прийти в норму, однако, всё осложняется, когда Уоллеса выгоняют из баскетбольной команды из-за провала теста на наркотики. Тем временем, Кит обнаруживает, что это не так просто быть популярным в связи с написанием книги об убийстве Лили Кейн. Логан укрывается от папарацци у Дика и Бивера, а школьная экскурсия на спортивную площадку оборачивается ужасными последствиями. |            |                                                                                   |                    |                                                        |                  |                     |
| 24 | 2          | «Водитель Эд» «Driver Ed»                                                         | Ник Марк           | Дайан Раггьеро                                         | 5 октября 2005   | 3.07                |
| Вероника понимает, что её жизнь опять выходит из-под контроля, когда соглашается взяться за дело, связанное с последствиями крушения автобуса. Она пытается помочь дочери водителя автобуса доказать, что её отец не покончил жизнь самоубийством. Тем временем новая студентка Джеки привлекает внимание Уоллеса, который берётся за собственное детективное расследование. |            |                                                                                   |                    |                                                        |                  |                     |
| 25 | 3          | «Чмок, чмок, бах, бах!» «Cheatty, Cheatty — Bang, Bang»                           | Джон Крэтчмэн      | Фил Клеммер, Джон Энбом                                | 12 октября 2005  | 3.00                |
| Бивер нанимает Веронику следить за его мачехой — Кендалл, так как верит, что та обманывает его отца и планирует его обворовать. Однако, и Бивер, и Вероника потрясены тем, что обнаруживают. Тем временем Уоллес начинает встречаться с Джеки вопреки совету Вероники. |            |                                                                                   |                    |                                                        |                  |                     |
| 26 | 4          | «Зеленоглазый монстр» «Green-Eyed Monster»                                        | Джейсон Блум       | Дайан Линн Норт                                        | 19 октября 2005  | 3.10                |
| Вероника пытается отвлечься от дела о крушении автобуса и берётся помочь состоятельной женщине, которая просит доказать, что её муж обманывает её. Тем временем, Кит спрашивает Алисию про загадочного незнакомца, который узнал её в Чикаго. А Слоник сообщает Веронике новую информацию, связанную с крушением автобуса. |            |                                                                                   |                    |                                                        |                  |                     |
| 27 | 5          | «Взрыв из прошлого» «Blast from the Past»                                         | Гарри Уинер        | Фил Клеммер, Кэти Бэлбен                               | 26 октября 2005  | 3.58                |
| Несмотря на нелюбовь к Джеки, Вероника помогает ей найти её украденную кредитную карточку и для этого отправляется на местное шоу экстрасенсов, которое закончится очень неожиданным образом. Тем временем, жизнь Уоллеса круто меняется, когда его настоящий отец возвращается домой. Вероника получает огромный объём информации по делу об автобусе. |            |                                                                                   |                    |                                                        |                  |                     |
| 28 | 6          | «Предатель встретился с Богом» «Rat Saw God»                                      | Кевин Брэй         | Джон Энбом, Фил Клеммер                                | 9 ноября 2005    | 3.10                |
| Вероника потрясена тем, что объявляется умирающий Эйбл Кунц и просит её помочь найти его пропавшую дочь, прежде чем он умрёт. Логан воссоединяется со своим отцом, когда его арестовывают по делу об убийстве Феликса. Кит в ожидании результатов выборов. |            |                                                                                   |                    |                                                        |                  |                     |
| 29 | 7          | «Никто не ставит малышку в угол» «Nobody Puts Baby in a Corner»                   | Ник Марк           | Дайан Раггьеро                                         | 16 ноября 2005   | 2.94                |
| Вероника в тайне ото всех помогает Дункану найти ребёнка, с которым до аварии сидела Мег, и который подвергался жестокому обращению со стороны родителей. Дика, Бивера и Кендалл посещает их адвокат, который информирует их о желании Дика-старшего. |            |                                                                                   |                    |                                                        |                  |                     |
| 30 | 8          | «Вперёд, Пираты!» «Ahoy, Mateys!»                                                 | Стив Гомер         | Джон Энбом, Кэти Бэлбен                                | 23 ноября 2005   | 2.50                |
| Вероника помогает Киту установить, кто преследует родителей одной из жертв в автобусной катастрофе. После того, как Логан просит помощи в расследовании его дела, Вероника оказывается в опасной ситуации из-за местной ирландской шайки. Лидерство Слоника в команде байкеров под вопросом. |            |                                                                                   |                    |                                                        |                  |                     |
| 31 | 9          | «Моя мать — дьявол!» «My Mother, the Fiend»                                       | Ник Марк           | Фил Клеммер, Дайан Линн Норт                           | 30 ноября 2005   | 3.00                |
| В старых школьных досье Вероника обнаруживает скандальную историю, связанную с именем своей матери. Желая доказать, что ее мать была оклеветана Селестой Кейн, она начинает расследование, опрашивая одноклассников Лиэнн и Селесты. Тем временем, Трина получает роль режиссёра в школьной постановке, и, будучи втянутой в расследование Вероники, узнает много интересного и о своем прошлом. В финале серии Вероника идет забирать из больницы вещи Абеля Кунца, заглядывает к Мэг, и обнаруживает шокирующую новость. |            |                                                                                   |                    |                                                        |                  |                     |
| 32 | 10         | «Вероника в гневе» «One Angry Veronica»                                           | Джон Крэтчмэн      | Рассел Смит                                            | 7 декабря 2005   | 3.42                |
| День Вероники с каждой минутой становится все хуже и хуже с тех пор как её выбрали президентом на заседании присяжных по делу о двух подростках и латиноамериканской женщины. Она обнаруживает, что Нептун более разносторонний, нежели она думала. Кит помогает Лэмбу найти пропавшую кассету с записями встреч Лили и Аарона, так как это ключевая информация по делу Экхолза-старшего. |            |                                                                                   |                    |                                                        |                  |                     |
| 33 | 11         | «Это очень похоже на побег» «Donut Run»                                           | Роб Томас          | Роб Томас                                              | 25 января 2006   | 1.62                |
| Когда Дункан пропадает с ребёнком Мэг, Лэмбу приходится сотрудничать с двумя агентами ФБР для того, чтобы получить как можно больше информации от недружелюбно настроенной Вероники. У Уолесса появляется серьёзная причина, чтобы вернуться в Нептун. Слоник и Логан делают серьёзный шаг в охоте за одним из членов шайки. |            |                                                                                   |                    |                                                        |                  |                     |
| 34 | 12         | «Рашид и Уоллес в белом замке» «Rashard and Wallace Go to White Castle»           | Джон Крэтчмэн      | Джон Энбом                                             | 1 февраля 2006   | 2.12                |
| Надежды Уоллеса на побег от его проблем в Чикаго рушатся, когда дядя Рашара обвиняет его в причастности к преступлению и побеге. Слоник при помощи «жучка» Вероники в церковной исповедальне разоблачает предателя. Киту в руки попадает странная кассета по делу о крушении автобуса. |            |                                                                                   |                    |                                                        |                  |                     |
| 35 | 13         | «Покорения «Волшебной горы» не достаточно!» «Ain't No Magic Mountain High Enough» | Гай Би             | Дайан Раггьеро                                         | 8 февраля 2006   | 2.05                |
| Вероника теряет 12 000 долларов, которые были собраны для путешествия всем классом. Деньги лежали в специальном ящичке, который был украден во время школьного карнавала. Когда начинаются обвинения, Вероника неожиданно оказывается на стороне Джеки. Бивер оказывает сопротивление Дику, а Логан встречает хорошую девушку по имени Ханна. |            |                                                                                   |                    |                                                        |                  |                     |
| 36 | 14         | «Список отговорок» «Versatile Toppings»                                           | Сара Пиа Андерсон  | Фил Клеммер                                            | 15 марта 2006    | 2.73                |
| Закрытая группа студентов нетрадиционной ориентации Школы Нептуна обращается к Веронике за помощью, когда шантажист проникает на частный Интернет-форум и грозится всенародно опубликовать имена членов группы, если каждый не заплатит за молчание 5000 долларов. Кит продолжает работать над делом Терренса Кука, разыскивая зацепки в деле о крушении автобуса. А Логан чрезвычайно романтичен в отношениях с Ханной, однако, всё это делается, чтобы доставить боль её отцу. |            |                                                                                   |                    |                                                        |                  |                     |
| 37 | 15         | «Переживания и свадьба» «The Quick and the Wed»                                   | Рик Розенталь      | Джон Сердж                                             | 22 марта 2006    | 2.34                |
| Новая девушка Уоллеса, Джейн, обращается к Веронике за помощью, когда её старшая сестра Хейди сбегает со свадьбы. Есть предположения, что случилось что-то действительно серьёзное по дороге к алтарю. Тем же временем, Кит и Вероника решают, что им ничего другого не остаётся, как обратиться за помощью к Лэмбу в связи с обнаруженными уликами по делу о крушении автобуса. А Кендалл делает привлекательное предложение Аарону Экхолзу. |            |                                                                                   |                    |                                                        |                  |                     |
| 38 | 16         | «Гнев Граффа» «The Rapes of Graff»                                                | Майкл Филдс        | Джон Энбом                                             | 29 марта 2006    | 2.15                |
| Сопровождая Уоллеса в Колледж Херста, Вероника встречает своего бывшего парня — Троя. На следующее утро Троя обвиняют в том, что он изнасиловал и налысо обрил девушку из кампуса. Вероника с неохотой, но соглашается ему помочь. Также Кит помогает Клиффу в щекотливой ситуации, связанной с проституткой. Логан принимает решение относительно его отношений с Ханной. |            |                                                                                   |                    |                                                        |                  |                     |
| 39 | 17         | «Запасной план» «Plan B»                                                          | Джон Крэтчмэр      | Дайан Линн Норт                                        | 5 апреля 2006    | 2.78                |
| Слоник уверен, что Тампер убил Феликса, и просит Веронику помочь доказать это. Логан выигрывает конкурс по литературе и получает возможность провести неделю с Мэром Вуди Гудманом, а Кит изучает видео, которое очевидно было установлено преследователем в доме Гудманов. Уоллес идёт на школьные танцы с Джейн, а Мак спрашивает у Вероники совета, как развить её отношения с Бивером. |            |                                                                                   |                    |                                                        |                  |                     |
| 40 | 18         | «Я всемогущ, как Бог!» «I Am God»                                                 | Марта Митчелл      | Дайан Раггьеро, Кэти Бэлбен                            | 11 апреля 2006   | 1.76                |
| Беспокойную Веронику преследует сон, в котором виновник крушения автобуса сидит напротив неё. Логан и Уоллес объединяются для выполнения задания по физике. Они не очень весело настроены до тех пор пока не понимают, что их успех может помочь Веронике получить аттестат. Когда огромное число студентов не является на школьный тест по причине резкого ухудшения здоровья, заинтересованный глава Клеммонс нанимает Кита найти причины этого беспорядка. |            |                                                                                   |                    |                                                        |                  |                     |
| 41 | 19         | «Не обращайте внимание на идиота» «Nevermind the Buttocks»                        | Марта Джейсон Блум | Фил Клеммер                                            | 18 апреля 2006   | 1.91                |
| Веронику нанимает студент, у которого пропала собака. Он просит найти убийцу её питомца. Кит узнает неожиданные сведения из прошлого Кендалл. Слоник узнает, что Фицпатрики избили одного из члена его команды. Джеки нанимается на работу и просит Веронику замолвить за неё слово. Уоллес пытается вернуть отношения с Джеки, однако, она сообщает ему новость, которая очень его огорчает. |            |                                                                                   |                    |                                                        |                  |                     |
| 42 | 20         | «Гляньте-ка, кто у нас маньячит!» «Look Who's Stalking»                           | Майкл Филдс        | Джон Энбом                                             | 25 апреля 2006   | 1.85                |
| Гиа обнаруживает, что за ней следят, и Вероника берётся за это дело, несмотря на приказ её отца не вмешиваться. Однако, то, что обнаруживается, не только шокирует обеих девушек, но и является ответом на многие вопросы. Тем временем, Вуди просит Кита помочь избежать скандала, связанный с ним и умершей девушкой в комнате мотеля. А также, когда Глава Клеммонс отменяет школьный бал из-за изнасилования, Логан берёт всё на себя и решает устроить «альтернативный бал» в своем номере в Нептун Гранде. Перебрав алкоголя, он извиняется перед ней за прошлое лето, признается Веронике в своих чувствах, назвав их историю "эпической" и хочет поцеловать ее, но она в смятении сбегает, ничего не ответив ему. На следующее утро Вероника возвращается в отель, и говорит Логану, что тоже не хочет его терять, но он оказывается не один в номере... |            |                                                                                   |                    |                                                        |                  |                     |
| 43 | 21         | «Счастливому улыбается удача!» «Happy Go Lucky»                                   | Стив Гомер         | Дайан Раггьеро                                         | 2 мая 2006       | 2.09                |
| Судебное разбирательство по делу Аарона Экхолза близится к завершению, однако, напряжение вновь нарастает, когда Вероника, Кит и Логан находят свидетеля, готового дать показания против него. В то время как Вероника находит подозрительный е-мейл в компьютере Вуди, Кит просит Лэмба об аресте Гудмана, однако, Лэмб отказывается браться за это дело, так как уверен, что Кит просто хочет прилюдно его высмеять. К ужасу всех, Лаки приносит в школу с собой ружье с целью найти Гиа. |            |                                                                                   |                    |                                                        |                  |                     |
| 44 | 22         | «Тот, кого нет на снимке» «Not Pictured»                                          | Джон Крэтчмэр      | История: Роб Томас Телесценарий: Роб Томас, Джон Энбом | 9 мая 2006       | 2.42                |
| Вероника в свой выпускной узнаёт кто виновен в крушении автобуса. После того, как она находит виновного и пытается приблизиться, чтобы препятствовать ему, её жизнь подвергается опасности. Уоллес узнает шокирующую информацию о Джеки. Кит при помощи Вероники завершает расследование по делу Вуди. А празднование окончания школы в Нептун Гранде продолжается… |            |                                                                                   |                    |                                                        |                  |                     |

## Загадки сезона
- Кто убил Феликса?

Его убил парень из банды байкеров по кличке «Громила». «Громила» работал на Фицпатриков — местной клан головорезов и наркоторговцев. У племянницы их главаря был роман с Феликсом, и дабы положить конец этой связи Фицпатрики его убили. Логан же оказался идеальным подозреваемым — свидетелем убийства стал уважаемый пластический хирург, которого наняли бандиты.
- Почему произошла трагедия со школьным автобусом?

Мэр города Вуди Гудман в прошлом совратил трех игроков юношеской команды — все они учились в старшей школе Нептуна. Среди изнасилованных был и Кэссиди «Бивер» Касабланкас, младший брат Дика, одного из главных задир в школе и друга Логана. Двое из мальчиков, которые подверглись домогательствам мэра, решили раскрыть этот факт перед общественностью, но Бивер был против, так как это испортило бы его и без того плохую репутацию. Он подложил взрывчатку в автобус и нажал на кнопку взрыва, будучи в лимузине с остальными богатыми ребятам. Когда Вероника раскрыла его, он попытался убить её, а также взорвал самолет, в котором летел мэр, дабы уничтожить всех свидетелей, но Логан успел спасти девушку, а Кэссиди спрыгнул с крыши, совершив самоубийство.
- Что находилось в кейсе, который Кэндалл принесла Киту?

Картина Ван Гога, деньги от продажи которой после смерти Кендалл пошли в Банк продовольственных товаров Южного Нептуна (об этом узнаём уже во 2 серии 3 сезона).